# 平衡自动反冲系统
平衡自动反冲系统 （俄语：Системы «сбалансированной» автоматикой，英语：Balanced Automatics Recoil System，BARS）是一种用于减少枪械后坐力的技术。它利用牛顿第三定律，通过两根导气杆相反运动实现对后坐力的平衡从而减少射手感受到的后坐力并减少自动射击或高速射击期间的弹着点分散。

## 历史[1]
使用配重补偿自动化运动部件的反冲冲量的概念本身相当古老。制造这种武器的最早尝试之一可以追溯到 1908 年，当时英国人路德维希·梅尔滕斯 (Ludwig Mertens) 为一种“无后坐力武器”申请了专利（美国专利：US891778）。他的专利的一个变体描述了一种皮带供弹机枪，其中可移动的枪机通过齿轮和齿条连接到与枪机反相移动的可移动枪管。
上世纪二十年代，美国发明家罗伯特·哈德森开发了一种减少后坐力的自动武器设计并获得了专利。哈德森的系统使用一个巨大的气体活塞作为平衡器，在发射时向前移动而不是向后移动，并且其能量通过弹簧和杠杆系统传输到螺栓。哈德森提供了他的系统的各种变体，从机枪到大炮，甚至取得了一些成功。三十年代，美国海军采用了他设计的27毫米高射自动炮，并以四甲板安装方式安装在军舰上。
二十世纪六十年代后半叶，瑞士Hammerli AG 的设计师埃德温·罗尔 (Edwin Rohr) 致力于打造用于高速“奥林匹克”射击的小口径运动手枪。1966年，罗尔提交了一项发明申请（US3490650），其中他描述了带有反冲枪栓的运动手枪的几种版本，其后坐力通过沿相反方向移动的平衡器来补偿。通过这种方式，计划减少枪管抛掷和射手感受到的后坐力。罗尔提出了几种驱动平衡器的方案——既使用从枪管中排出的粉末气体（不与螺栓进行机械连接），也可以通过齿轮和齿条直接从螺栓中排出。

### 苏联

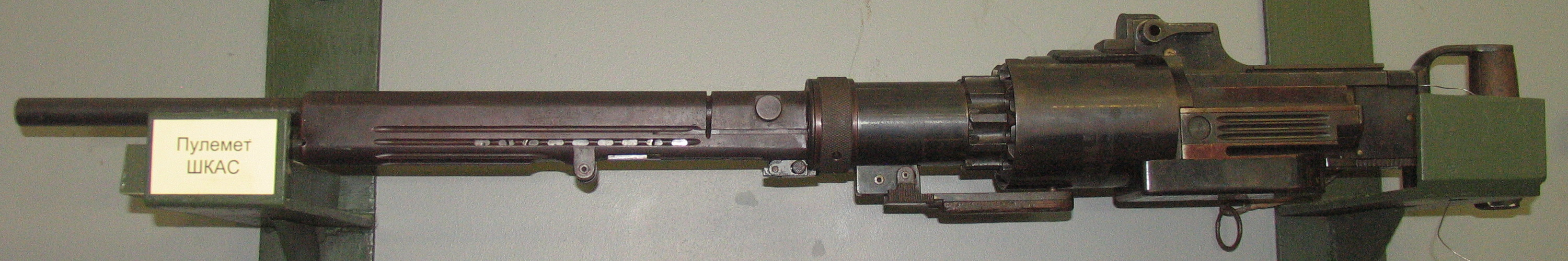
ShKAS航空机枪

苏联于 1930 年代末开发的高射速航空机枪 SN 和 UltraShKAS 具有非常相似的设计，但其中枪管和枪机的反相运动用于显着提高射速。
苏联中期60年代，平衡自动反冲系统是为解决自动武器射击精度问题而出现的。卡拉什尼科夫自动步枪尽管有其优点，但在射击精度和连射散布方面并不出色。其中一个原因是运动部件（闭锁组件）的冲量很大。在正常情况下，7.62毫米AKM自动步枪的闭锁组件质量约为0.5千克，以3.5-4米/秒的速度撞击到机匣后壁，给自动步枪增加了高达2千克*米/秒的额外后坐力冲量，占到整个武器后坐力冲量的20%。5.45毫米AK74自动步枪的运动部件后坐力冲量在整个武器后坐力冲量中所占比例更大（由于子弹冲量的减少），约占30%的“多余”冲量。这是的步枪在最恶劣的使用条件下也能可靠地工作，但代价是增加了后坐力、增加了射击时的振动和降低了武器的使用寿命。
20 世纪 60 年代中期，TsNIITochMash 的员工彼得·特卡乔夫 (Pyotr Tkachev) 提出了一种补偿自动化运动部件冲量的平衡器。平衡自动化的使用，即增加相对于枪机组件沿相反方向移动的配重以及同步齿轮的设计，可以消除或至少显着减少大型移动部件的影响在极端的前部和后部位置，从而减少振动，并提高快速单发或连发射击的准确性。

## 实验品
几个武器设计局根据此原理设计了各种不同的实验武器。
伊热夫斯克兵工厂
伊热夫斯克开发的第一批平衡后坐系统武器是AL-4、AL-6和AL-7突击步枪。这些武器除了一些野外试验外，没有在军队中以任何形式使用过，并且很长一段时间都隐藏在研发中心的军械库里。
科夫罗夫兵工厂
在科夫罗夫研制的配备平衡后坐系统的CA-006突击步枪参加了与后来的AK74的原型A-3竞争试验，并几乎获胜。但1972年的综合测试报告指出，“就火力而言，SA-006和A-3相对于AKM整体的优越性……分别是1.11和1.07倍”，即基于火力的总和。所有结果表明，与“经典”系统相比，“平衡”机枪的射击精度提高了 20-30%，但对目标的总体射击效率仅提高了约 4%。同一份报告还指出了SA-006的根本缺点，如扳机力大（手动射击后脏了的机枪无法重新装弹）以及发射时弹药的浓烟使瞄准困难等。
AO-38

## 结构

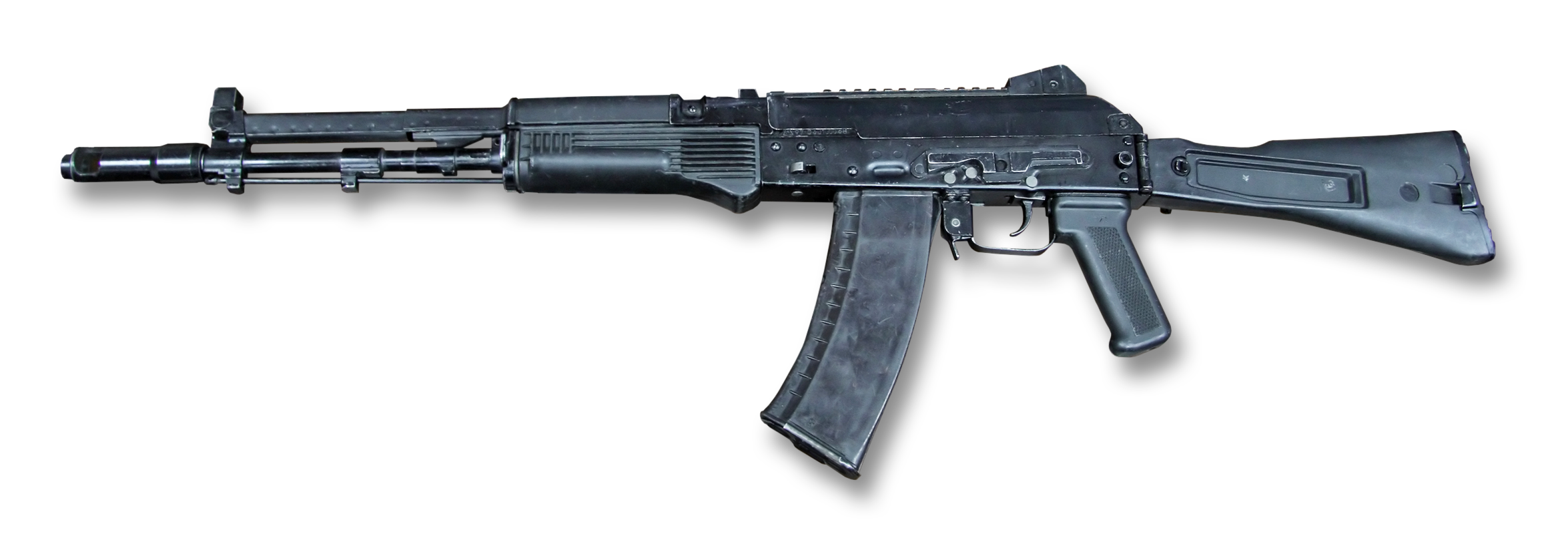
AK107突击步枪

### AK107
AK107的平衡自动反冲装置在枪机上部装有带圆形开口的滑轨，这一滑轨靠其6齿齿轮与在枪机上面的另一个开有孔的滑轨同步运动。射击时火药燃气通过枪管导气孔进入导气室后分成两部分，一部分气体向后推动活塞，活塞杆将枪机压向最后方位置；同时另一部分气体向前推动滑轨。但滑轨的滑动并非全由火药气体推动，在枪机向后运动的同时，上边的滑轨是通过6齿齿轮联动而向前运动并压缩滑轨簧。枪机到位后在复进簧作用下向前运动，将下一发弹从弹匣中推入弹膛，并完成闭锁。闭锁后枪机解脱击锤的自动保险，这时上面的滑轨在滑轨簧的作用下向后运动，重新回到其起始位置。

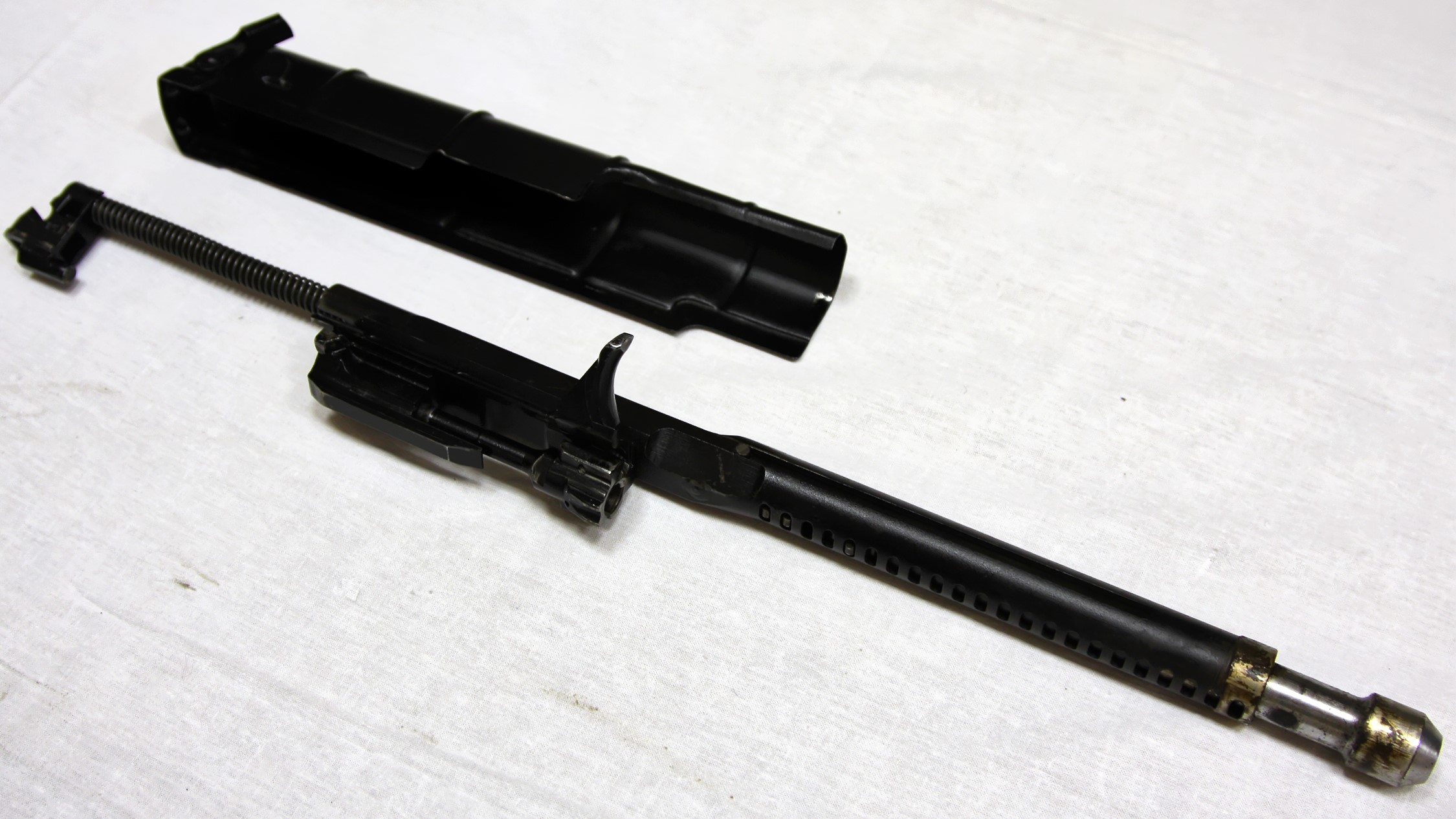
AEK971步枪的使用平衡自动自动装置的枪机和导气系统

### AEK-971
AEK-971的平衡自动反冲装置有两个导气室和两个导气活塞，第一个导气活塞如通常的一样导气杆与机框相连并一起运动，而第二个导气活塞则与配重装置连接且运动方向与第一个导气活塞相反，这种同步反方向移动的配重装置抵消了射击时的后座冲量，使步枪在全自动射击时非常平稳。另外，为了让两组活塞同步，两组活塞杆之间通过一个齿轮联动。

## 优缺点[1][4]
平衡自动反冲装置的主要优点已经很明显 - 它提高了射击精度（减少命中区域分散）高达 20-30%，但是，这种改进仅在低后坐力弹药上体现，例如 5.45x39 或 5.56x45。随着弹药本身产生的后坐力的增加，在保持运动部件动量的同时，它们在整体后坐力中“平衡”的具体效果会降低，对于使用 7.62x39 弹药筒的武器来说，增加精度只有10%左右，这导致武器的真实战斗力（各种条件下击中目标的频率）相对于传统武器结构的提升极其微不足道。此外，具有平衡自动反冲的突击步枪不可避免地具有更高的射速（通常至少每分钟900发）。而且平衡自动装置会增加生产和维护的复杂性，以及在全尺寸突击步枪的基础上制造AKS74U型缩短版的难度。

## 武器
- AK107
- AEK-971
- Saiga-107
- A545

## 使用国

### 俄罗斯
俄乌战争

## 影视作品
«Сбалансированный автомат（平衡自动机）»